# Miquel Bezares Portell
Miquel Bezares Portell (Llucmajor, Mallorca, 17 febrer 1968) és un poeta mallorquí, narrador i professor d'educació secundària. És president de la Fundació Toni Catany i fins al 2016 vicepresident per les Illes de l'Associació d'Escriptors en Llengua Catalana.

## Vida
Bezares cursà els seus estudis primaris al Col·legi de Sant Bonaventura de Llucmajor i els de secundària a l'Institut Maria Antònia Salvà, actualment IES Llucmajor, on fou alumne del poeta Damià Pons i Pons (1950) amb el qual forjà una forta amistat. El 1991 es llicencià en Filologia Catalana per la Universitat de les Illes Balears. Des d'aleshores treballa com a professor de llengua catalana i literatura, primer a diversos instituts mallorquins de secundària i, actualment, a l'Escola d'Adults de s'Arenal. Dirigí, amb Biel Thomàs, les Edicions Atàviques, experiència plàsticopoètica que es desenvolupà al final dels anys vuitanta i principi dels noranta a Llucmajor, i a la qual també participaren poetes com Blai Bonet, Margalida Pons, Miquel Cardell o Arnau Pons, així com els artistes Pere Bennàssar, Rafel Joan, Dolors Mir i Patxi Echeverría. Col·laborà, entre d'altres, amb el fotògraf llucmajorer Toni Catany, elaborant els textos per als catàlegs de les exposicions Calotips (1998), Dels qui escriuen (2002) i Record de Llucmajor (2003). Ha estat col·laborador, també, de les revistes Llucmajor de Pinte en Ample i Lluc.

## Obra

### Poesia
Des de l'aparició el 1987 el seu primer llibre, Cos de calitja, fundat sobre un erotisme d'àmplia suggestivitat, la poesia de Bezares es caracteritza per la força suggeridora dels poemes i la part formal -la tipografia, la disposició del poema sobre la pàgina- esdevé tan rellevant com la rima o el ritme, com ho feren Josep Maria Junoy (1887-1855) i Joan Salvat-Papasseit (1894-1924). La proposta de Bezares arrenca del nord-americà Edward Estlin Cummings (1894-1962) i en quan a la forma és comprable a les aportacions de Susan Howe (1937) i Charles Bernstein (1950) en la poesia nord-americana.
El 1989 publicà Carnaval (1989), guardonat amb el premi literari Ciutat de Palma de poesia. L'any 1990 obté el Premi Bartomeu Rosselló-Pòrcel dins dels Premis 31 de Desembre, convocats per l'Obra Cultural Balear, en reconeixement de la seva activitat de divulgador cultural i per la seva original aportació a la poesia en llengua catalana. Amb Crònica del desfici aconseguí el premi Josep Munteis de poesia, dins els Premis Literaris Ciutat d'Olot de l'any 1991. L'obra El convers (2004), fou reconeguda amb el premi Miquel de Palol de poesia del 2003. L'espiga del buit rebé el XII Premi de Poesia Maria Mercè Marçal (2010) i el Premi Crítica Serra d'Or de poesia (2011). El 2013 fou guardonat amb el Premi Vicent Andrés Estellés de poesia per Origen.

### Narrativa
En el terreny de la narrativa escriu llibres de relats on aglutina simbolisme vuitcentista, expressionisme de principis del segle xx, elements fantàstics procedents indistintament de la tradició romàntica, la narrativa popular i el cinema, i una inquietud existencial que es manifesta en la trencadissa noció d'identitat característica dels individus que protagonitzen els seus relats. Tot condicionat pel desig eròtic i la volubilitat de les relacions sentimentals.
Els seus llibres de relats han rebut diversos premis com ara el Bearn, per l'obra Susannes (1998), o el Marian Vayreda, dins els Premis Literaris Ciutat d'Olot, per Quan els avions cauen (2001), entre d'altres.

## Obres

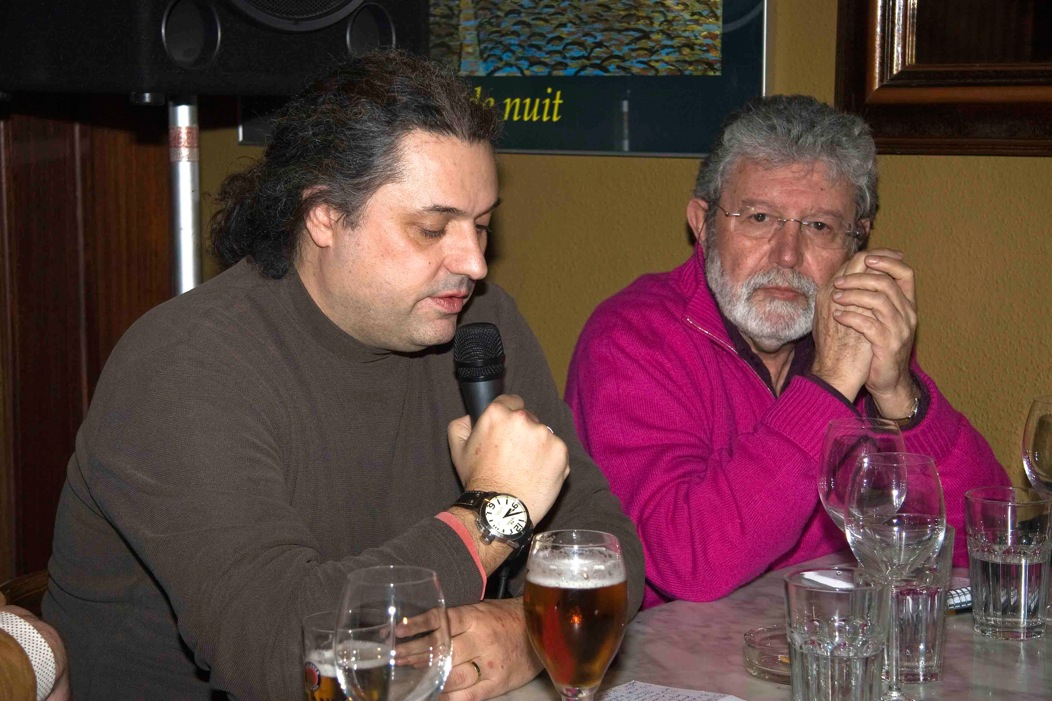
El poeta Miquel Bezares i el fotògraf Toni Catany

| - 1987: Cos de calitja - 1989: Carnaval - 1991: Susanna i l'estranger (narrativa) - 1992: Crònica del desfici - 1996: Plaça d'Àfrica (narrativa) - 1997: 11 Poemes - 1998: Susannes (narrativa) - 2000: Versllum | - 2001: Quan els avions cauen (narrativa) - 2001: El mar de blat - 2004: El convers - 2006: Anvers - 2009: Terminal B - 2010: L'espiga del buit - 2014: Ocells obscurs de mi - 2014: Origen - 2016: Si són flors - 2018: Els voltants d'Olívia (narrativa, amb il·lustracions de Pep Dengra) - 2020: Mal pas - 2023: Cleveland (narrativa) |

## Guardons
- 1989: Premi Ciutat de Palma de Poesia, per l'obra Carnaval.
- 1990: Premis 31 de desembre que atorga l'OCB.
- 1991: Premi Josep Munteis de Poesia (Premis Ciutat d'Olot), per l'obra Crònica del desfici.
- 1996: Tercer premi del Concurs de Relats breus del Diario de Mallorca, pel conte Caragols i Despertars.
- 1998: Premi Bearn de Narrativa, per l'obra Susannes.
- 1999: Finalista del primer Premi de Relats on Line convocat per TVC, el Grup 62 i el Comissionat per a la Societat de la Informació de la Generalitat de Catalunya amb el conte Quietuds llogades.
- 2001: XXXV Premi Marià Vayreda de Narrativa (Premis Ciutat d'Olot) per l'obra Quan els avions cauen.
- 2003: XXVI Premi Miquel de Palol de poesia (Premis literaris de Girona), per El Convers.
- 2010: XII Premi de Poesia Maria Mercè Marçal, que atorga el Consell Comarcal del Pla d'Urgell,per l'obra L'espiga del buit.
- 2011: Premi Crítica Serra d'Or de poesia, per l'obra L'espiga del buit.
- 2013: Premi Vicent Andrés Estellés de poesia, per Origen[3]